# Портландска ваза
Портландската ваза е известна в историята на изкуствата като най-красивото произведение на античното изкуство, изработено от стъкло.
Представлява декоративен съд с височина 25 см и обиколка 56 см., избработен от двуслойно тъмносиньо и бяло непрозрачно стъкло, върху което с методите на резбата е изпълнен релеф с изображение на седем фигури на богове и смъртни. Тази техника наподобява резба на камей от многослоен скъпоценен камък. Предполага се, че е направена в Рим между 30 и 20 пр.н.е. - т.е. по времето на Октавиан Август.

## История
Писмени доказателства за откриването на вазата не са запазени. Според версия е намерена през 1582 г. в гробницата на Александър Север, близо до Рим. През 1601 г. се споменава в писмо от астронома Никола-Клод дьо Пейреска до художника Рубенс. По онова време вазата се намира в колекцията на кардинал дел Монте. След това в продължение на 2 столетия е сред най-големите съкровища на римското семейство Барберини. През 1778 г. обеднелите Барберини я дават срещу неизвестна сума на британския представител в Неапол Уилям Хамилтън (съпруг на скандалната Лейди Хамилтън), който скоро след това я отнася в Лондон и я продава на херцогинята на Портланд. Портландските херзоци владеят вазата до 1845 г., когато я дават в сбирката на Британския музей, където се намира и до днес.

## Интересно
- В разгара на Великата депресия Портландския херцог предлага вазата на аукционната къща Кристис, но никой от купувачите не успява да предложи поисканата от него сума.
- Във фантастичния разказ на Артър Кларк All the Time in the World (1951) пътешествениците във времето спасяват Портландската ваза малко преди унищожаването на света.